# Bonneval, Eure-et-Loir
Bonneval je naselje in občina v srednjem francoskem departmaju Eure-et-Loir regije Center. Naselje je leta 2008 imelo 4.432 prebivalcev.

## Geografija
Kraj leži v pokrajini Orléanais ob reki Loir, 31 km južno od Chartresa.

## Uprava
Bonneval je sedež istoimenskega kantona, v katerega so poleg njegove vključene še občine Alluyes, Bouville, Bullainville, Dancy, Flacey, Le Gault-Saint-Denis, Meslay-le-Vidame, Montboissier, Montharville, Moriers, Neuvy-en-Dunois, Pré-Saint-Évroult, Pré-Saint-Martin, Saint-Maur-sur-le-Loir, Sancheville, Saumeray, Trizay-lès-Bonneval, Villiers-Saint-Orien in Vitray-en-Beauce z 10.152 prebivalci.
Kanton Bonneval je sestavni del okrožja Châteaudun.

## Zanimivosti
- nekdanja benediktinska opatija sv. Florentina, ustanovljena v letu 857, danes psihiatrična bolnišnica,
- cerkev Notre-Dame, zgrajena pretežno v začetku 13. stoletja v gotskem slogu.